# Jonas Nilsson
Jonas Lars Nilsson (Hedemora, 7 de marzo de 1963) es un deportista sueco que compitió en esquí alpino.
Ganó una medalla de oro en el Campeonato Mundial de Esquí Alpino de 1985, en la prueba de eslalon. 
Participó en tres Juegos Olímpicos de Invierno, ocupando el cuarto lugar en Sarajevo 1984, el sexto en Calgary 1988 y el octavo en Albertville 1992, en la prueba de eslalon.
Estudió Economía y Administración de Negocios en la Universidad de Dalarna.

## Palmarés internacional
| Campeonato Mundial | Campeonato Mundial | Campeonato Mundial | Campeonato Mundial |
| Año                | Lugar              | Medalla            | Prueba             |
| ------------------ | ------------------ | ------------------ | ------------------ |
| 1985               | Bormio (Italia)    | Medalla de oro     | Eslalon            |